# Квартет герцога Мекленбургского
Квартет герцога Г. Г. Мекленбург-Стрелицкого (часто в сокращении Квартет герцога Мекленбургского, иногда ошибочно Мекленбургский квартет) — струнный ансамбль, существовавший в России в 1896—1917 гг. Был основан по инициативе, при активном участии и под покровительством жившего в России герцога Мекленбург-Стрелицкого Георгия Георгиевича, близко общавшегося с композитором Цезарем Кюи (посвятившим, в частности, герцогу свой изданный в том же 1896 году Второй струнный квартет). После смерти герцога в 1909 г. квартетисты отказались от предложения Императорского Русского музыкального общества войти в его состав, чтобы не потерять имя герцога в названии. Брат и сестра покойного основателя Квартета, герцог  Михаил Георгиевич Мекленбург-Стрелицкий и принцесса Елена Георгиевна Саксен-Альтенбургская, приняли музыкальный коллектив под своё покровительство.
В первый год существования Квартет выступал во дворцах герцога Г. Г. Мекленбург-Стрелицкого, с 1898 г. концертировал в Санкт-Петербурге: первый публичный концерт дал 15 января, в том же году состоялись первые гастроли в прибалтийских губерниях России, в 1903 г. впервые выехал на гастроли в Москву, с 1906 г. гастролировал в России и за рубежом, в том числе в 1914 г. предпринял масштабную гастрольную поездку по всей империи, от Украины до Дальнего Востока, с передачей части выручки в пользу военных лазаретов; живший в Омске Виссарион Шебалин называл гастрольный концерт Квартета герцога Мекленбургского одним из самых сильных художественных впечатлений своей юности. Всего к моменту своего 20-летия дал 788 публичных концертов в 46 российских и 88 иностранных городах.

## Состав
Первая скрипка:
- Борис Каменский (1896—1908)
- Ярослав Коциан (1908—1909)
- Карл Григорович (1910—1917)

Вторая скрипка:
- Георгий Дулов (1896—1901)
- Наум Кранц (1901—1917)

Альт:
- Бруно Гейне (1896—1899)
- Александр Борнеман (1899—1911)
- Владимир Бакалейников (1911—1917)

Виолончель:
- Сигизмунд Буткевич